# Nadežda Želtakowa
Nadežda Želtakowa (ur. 1 lipca 1976) – turkmeńska judoczka i zapaśniczka walcząca w stylu wolnym. Złota medalistka na mistrzostwach Azji w zapasach w 1997 i brązowa w 1999 roku.
Brązowa medalistka igrzysk azjatyckich w judo w 1994 i siódma w 2002.
Zdobyła dwa medale na mistrzostwach Azji, w tym złoty w 2000 roku.